# Петш, Мэделин
Мэделин Гро́ббелар Петш (англ. Madelaine Grobbelaar Petsch, род. 18 августа 1994, Порт-Орчард, Китсап, Вашингтон) — американская актриса. Наиболее известна по роли Шерил Блоссом в телесериале «Ривердейл».

## Биография
В три года начала посещать танцевальную и театральную студии. Её родители родом из ЮАР; первые 10 лет жизни она жила в Вашингтоне и ЮАР. Также у Петш есть брат. После окончания средней школы переехала в Лос-Анджелес.
В школе сверстники жестоко издевались над Мэделин из-за ее ярко-рыжих волос (она и её брат были единственными рыжеволосыми в этом городке), южноафриканского акцента и того факта, что девочка не относила себя ни к одной из религий. Всегда и во всём её защищал исключительно брат, за что она ему очень благодарна.
После окончания школы сразу же перебралась в Лос-Анджелес. Там она устроилась работать бариста, и из-за запоминающейся внешности сразу понравилась на кастинге для национальной рекламы одной из гигант-компании.
Впервые была замечена в рекламе Coca-Cola в 2014 году. В феврале 2016 года получила роль Шерил Блоссом в молодёжном телесериале «Ривердейл», которая была за ней закреплена с конца 2015 года после встречи с директором по кастингу, работавшим в то время над сериалом «Легенды завтрашнего дня». В марте 2017 года она получила роль в фильме «Полароид». В 14 лет стала веганом; она воспитывалась вегетарианкой. Также участвовала в кампании организации PETA.
У Петш есть свой YouTube-канал, на который подписано более 6,5 миллионов. По её словам, канал был создан, чтобы фанаты могли узнать её настоящую, за пределами актёрской карьеры. 

## Фильмография
| Год       |   | Русское название           | Оригинальное название        | Роль              |
| --------- | - | -------------------------- | ---------------------------- | ----------------- |
| 2015      | ф | Рой                        | The Hive                     | встречная девушка |
| 2015      | с | Мачеха                     | Instant Mom                  | русалка           |
| 2016      | ф | Проклятие Спящей красавицы | The Curse of Sleeping Beauty | Элиза             |
| 2017—2023 | с | Ривердейл                  | Riverdale                    | Шерил Блоссом     |
| 2017      | ф | Убить выпускной            | F*&% the Prom                | Марисса           |
| 2019      | ф | Пункт назначения: Смайл    | Polaroid                     | Сара              |
| 2019      | ф | Невидящая                  | Sightless                    | Эллен             |
| 2022      | ф | Джейн                      | Jane                         | Оливия            |
| 2022      | ф | Ирония судьбы в Голливуде  | About Fate                   | Клемента          |
| 2022      | ф | Отель на праздники         | Hotel for the holidays       | Джорджия          |
| 2024      | ф | Незнакомцы: Начало         | The Strangers: Chapter 1     | Майя              |
| 2025      | ф | Незнакомцы: Часть вторая   | The Strangers: Chapter 2     | Майя              |
| 2025      | ф | Незнакомцы: Часть третья   | The Strangers: Chapter 3     | Майя              |

## Награды и номинации
| Год  | Награда               | Категория         | Работа    | Результат |
| ---- | --------------------- | ----------------- | --------- | --------- |
| 2017 | Teen Choice Awards    | «Вспышка гнева»   | Ривердейл | Победа    |
| 2018 | MTV Movie & TV Awards | «Похититель сцен» | Ривердейл | Победа    |
| 2018 | Teen Choice Awards    | «Вспышка гнева»   | Ривердейл | Победа    |